# Danh sách thành phố lớn nhất ở các tiểu bang Hoa Kỳ
Đây là danh sách các thành phố lớn nhất của Hoa Kỳ xếp theo dân số. Thành phố thủ phủ mỗi bang được in nghiêng.
| Stt | Tên Tiểu bang  | Thành phố lớn nhất | Thành phố lớn thứ 2 | Thành phố lớn thứ 3 | Chú thích |
| --- | -------------- | ------------------ | ------------------- | ------------------- | --------- |
| 1   | Alabama        | Birmingham         | Montgomery          | Mobile              |           |
| 2   | Alaska         | Anchorage          | Fairbanks           | Juneau              |           |
| 3   | Arizona        | Phoenix            | Tucson              | Mesa                |           |
| 4   | Arkansas       | Little Rock        | Fort Smith          | Fayetteville        |           |
| 5   | California     | Los Angeles        | San Diego           | San Jose            |           |
| 6   | Colorado       | Denver             | Colorado Springs    | Aurora              |           |
| 7   | Connecticut    | Bridgeport         | New Haven           | Hartford            |           |
| 8   | Delaware       | Wilmington         | Dover               | Newark              |           |
| 9   | Florida        | Jacksonville       | Miami               | Tampa               |           |
| 10  | Georgia        | Atlanta            | Augusta             | Columbus            |           |
| 11  | Hawaii         | Honolulu1          | Hilo1               | Kailua1             |           |
| 12  | Idaho          | Boise              | Nampa               | Idaho Falls         |           |
| 13  | Illinois       | Chicago            | Aurora              | Rockford            |           |
| 14  | Indiana        | Indianapolis       | Fort Wayne          | Evansville          |           |
| 15  | Iowa           | Des Moines         | Cedar Rapids        | Davenport           |           |
| 16  | Kansas         | Wichita            | Overland Park       | Kansas City         |           |
| 17  | Kentucky       | Louisville         | Lexington           | Owensboro           |           |
| 18  | Louisiana      | New Orleans2       | Baton Rouge2        | Sheveport           |           |
| 19  | Maine          | Portland           | Lewiston            | Bangor              |           |
| 20  | Maryland       | Baltimore          | Frederick           | Gaithersburg        |           |
| 21  | Massachusetts  | Boston             | Worcester           | Springfield         |           |
| 22  | Michigan       | Detroit            | Grand Rapids        | Warren              |           |
| 23  | Minnesota      | Minneapolis        | Saint Paul          | Rochester           |           |
| 24  | Mississippi    | Jackson            | Gulfport            | Biloxi              |           |
| 25  | Missouri       | Kansas City        | Saint Louis         | Springfield         |           |
| 26  | Montana        | Billings           | Missoula            | Great Falls         |           |
| 27  | Nebraska       | Omaha              | Lincoln             | Bellevue            |           |
| 28  | Nevada         | Las Vegas          | Henderson           | Reno                |           |
| 29  | New Hampshire  | Manchester         | Nashua              | Concord             |           |
| 30  | New Jersey     | Newark             | Jersey City         | Paterson            |           |
| 31  | New Mexico     | Albuquerque        | Las Cruces          | Santa Fe            |           |
| 32  | New York       | New York City      | Buffalo             | Rochester           |           |
| 33  | North Carolina | Charlotte          | Raleigh             | Greensboro          |           |
| 34  | North Dakota   | Fargo              | Bismarck            | Grand Forks         |           |
| 35  | Ohio           | Columbus           | Cleveland           | Cincinnati          |           |
| 36  | Oklahoma       | Oklahoma City      | Tulsa               | Norman              |           |
| 37  | Oregon         | Portland           | Salem               | Eugene              |           |
| 38  | Pennsylvania   | Philadelphia       | Pittsburgh          | Allentown           |           |
| 39  | Rhode Island   | Providence         | Warwick             | Cranston            |           |
| 40  | South Carolina | Columbia           | Charleston          | Bắc Charleston      |           |
| 41  | South Dakota   | Sioux Falls        | Rapid City          | Aberdeen            |           |
| 42  | Tennessee      | Memphis            | Nashville           | Knoxville           |           |
| 43  | Texas          | Houston            | San Antonio         | Dallas              |           |
| 44  | Utah           | Salt Lake City     | Provo               | West Valley City    |           |
| 45  | Vermont        | Burlington         | Rutland             | Nam Burlington      |           |
| 46  | Virginia       | Virginia Beach     | Norfolk             | Chesapeake          |           |
| 47  | Washington     | Seattle            | Spokane             | Tacoma              |           |
| 48  | West Virginia  | Charleston         | Huntington          | Parkersburg         |           |
| 49  | Wisconsin      | Milwaukee          | Madison             | Green Bay           |           |
| 50  | Wyoming        | Cheyenne           | Casper              | Laramie             |           |

Note 1:  The only incorporated place in Hawaii is the City & County of Honolulu. A portion of it, the Honolulu District, is sometimes regarded as the "city" for statistical purposes, although it has no government separate from that of the City and County as a whole. The U.S. Census Bureau defines Honolulu CDP (Census Designated Place) to coincide with the Honolulu District. Thus for Hawaii, the largest CDPs are ranked.
Note 2:  As of January 2006, New Orleans remains at a population of anywhere from 200.000-230.000 due to the effects of Hurricane Katrina which is only about 50% of the population. Many of the city's residents have relocated to Baton Rouge hoặc elsewhere, either temporarily hoặc permanently. When new Census estimates are released in mid-2006, it is expected that New Orleans will move down in the rankings.